# Avdotia Smirnova
Avdotia Smirnova, également prénommée selon son diminutif Dounia Smirnova (en russe : Авдо́тья Андре́евна Смирно́ва), née le 29 juin 1969 à Moscou, est une scénariste russe, réalisatrice présentatrice et journaliste. En novembre 2018, elle présente son film Histoire d'une nomination en France, comme réalisatrice et co-scénariste, avec Anna Parmas et Pavel Bassinski à la 16e semaine du nouveau cinéma russe à Paris.

## Biographie
Dounia Smirnova est née le 29 juin 1969 à Moscou dans la famille de l'actrice Natalia Roudnaïa et du réalisateur Andreï Smirnov. Elle est la petite-fille de l'écrivain Sergueï Smirnov.
Elle s'intéresse au cinéma et au journalisme et souhaite intégrer la faculté de scénario de l'Institut national de la cinématographie. Son père s'y oppose formellement. Elle entre alors à la faculté de philologie de l'université d'État de Moscou, puis passe dans la section du théâtre de l'Académie russe des arts du théâtre, mais elle ne termine pas tous les cours,,.
De 1987 à 1988, Dounia Smirnova travaille comme monteuse au sein de l'équipe du réalisateur Sergueï Soloviov appelée Kroug chez Mosfilm. Elle se joint au groupe de musique de culture underground Toupye. Elle collabore à la presse Samizdat au sein du magazine Ourlait.
En 1989, Smirnova s'installe à Saint-Pétersbourg. Elle est directrice artistique de la firme A-Z (А—Я), qui organise des expositions d'art plastique contemporain et constitue une collection de peinture pour la banque Petrovski.
En 1995 et 1996, elle est directrice de la section pétersbourgeoise de la Maison d'édition Kommersant, puis en devient rédactrice en chef. En 1997 et 1998, elle travaille comme rédactrice de la revue Stalitsa. Au cours des années qui suivent, elle écrit pour les magazines Aficha, Séance, Vogue, dans les journauх  Rousski télégraphe, Moscow News. En 2007, elle sort la revue C moroza(Du froid) qui comprend des articles et des critiques de livres publiés entre 1997 et 2003.
En 2012, Dounia Smirnova crée la fondation Vykhod (Выход) (Sortie)  qui tente d'aider à résoudre le problème de l'autisme en Russie.

## Carrière cinématographique

### Scénariste
Après avoir déménagé à Léningrad (Saint-Pétersbourg aujourd'hui) en 1989, Dounia Smirnova a travaillé à la télévision et a réalisé des émissions, mais sans vraiment percer. Elle rencontre le réalisateur Alexeï Outchitel qui, à cette époque, travaillait dans un studio de Léningrad sur des films documentaires. En collaboration avec lui, elle écrit le scénario du film documentaire Le Dernier Héros (1992), dédié à la mémoire de Viktor Tsoï, décédé en 1990. En 1993, un autre film documentaire est réalisé avec Outchitel, Butterfly, sur le metteur en scène de théâtre Roman Viktiouk. Parlant du travail du scénariste documentaire, Dounia Smirnova déclare: « Écrire sur le scénario, c'est, bien sûr, souligner combien dans un documentaire le rôle du scénariste est spécifique: il aide le réalisateur dans la réflexion sur le montage des matériaux une fois qu'ils sont réalisés. C'est en quelque sorte une excellente école du montage des idées. Cela vous permet de comprendre que sur la table de montage vous pouvez réaliser plusieurs films différents à partir des mêmes matériaux ». Le scénario suivant ,  Gisèle rouge, est conçu à partir d'un film documentaire sur la ballerine Olga Spessivtseva. Il avait été prévu d'enregistrer une interview d'elle, mais cela n'a pas été possible du fait de la mort de la ballerine à 96 ans.
Les collaborateurs ont alors décidé de réaliser un film de fiction sur elle, La Folie de Gisèle. Le film a été réalisé en 1995.
À l'époque du tournage du film La Folie de Gisèle, Dounia Smirnova a pensé réaliser un film sur le dernier amour de l'écrivain Ivan Bounine. Son père Andreï Smirnov s'est intéressé toute sa vie à Bounine. Et comme l'a admis Dounia Smirnova dans une interview d'Arkous Liobov, la ressemblance entre le portrait de son père et celui de l'écrivain a joué un rôle déterminant dans l'écriture du scénario Nom de femme qu'Outchitel a utilisé pour réaliser son film Le Journal de sa femme (2000) avez Andreï Smirnov dans le rôle principal. Dounia Smirnova a obtenu en 1977, pour son scénario, le prix The Hartley-Merrill International Screening Competition, organisé par Ted Hartley, l'association des scénaristes américains, Robert Redford, Nikita Mikhalkov et David Puttnam qui soutiennent ainsi les scénaristes des régions de l'ancien Union soviétique . Le film, sorti en 2000, a reçu le Grand Prix du festival de cinéma Kinotavr et le prix Nika du meilleur film de fiction. Le travail de Dounia Smirnova a été récompensé par le prix Nika du meilleur scénario. Il a provoqué des réactions en sens divers des critiques de cinéma,,.
Dounia Smirnova a participé à l'écriture du scénario du film 8 ½ $ (1999) du réalisateur Grigori Konstantinopolski. Le film a reçu l'Aigle d'or pour le meilleur réalisateur débutant.
En 2003, Dounia Smirnova poursuit sa collaboration avec le réalisateur Alexeï Outchitel et réalise le film La Promenade qui a reçu le Grand Prix du festival du cinéma Fenêtre sur l'Europe à Vyborg et est nommé pour le prix de l'Aigle d'Or comme meilleur film de l'année 2003. Dounia Smirnova est nommée pour le prix Nika du meilleur scénario et pour le prix de l'Aigle d'Or du meilleur scénario.

### Réalisatrice
En 2006, Dounia Smirnova fait ses débuts comme réalisatrice avec son film Liaison. Le scénario Les Saisons, sur la base duquel le film a été tourné était destiné à Alexeï Outchitel. Mais le réalisateur s'est lancé dans le tournage de Le Cosmos comme pressentiment et a suggéré à Dounia Smirnova d'assurer elle-même la réalisation du film. Le film a reçu le prix du meilleur premier film au festival Kinotavr. Le film a été accueilli de manière variée par la critique. Alexeï Goussev dans sa critique considère que la réalisatrice Smirnova n'arrive pas au niveau de la scénariste Smirnova. Les difficultés du travail du réalisateur sont spécifiques. Elle ne commet pas seulement des erreurs de débutante. Pour réaliser son scénario Les Saisons, il aurait fallu un autre réalisateur que la scénariste. La principale erreur est que la scénariste filme son propre texte au lieu de faire traiter le scénario par un réalisateur différent qui travaille avec d'autres règles et crée quelque chose de différent. Dmitri Bykov dans le magazine Séance, étudie le film et remarque que Smirnova « a réussi à dire quelque chose de sérieux et de plus intelligible que la plupart de ses collègues ».
En 2008, est sorti Pères et Fils (film, 2008) (ru) d'après le roman d'Ivan Tourgueniev Pères et Fils. Pour Dounia Smirnova c'est peut-être le roman russe le plus mal compris, un ouvrage sur l'amour et sur la vie et pas sur le nihilisme et le découpage des grenouilles. Le coscénariste Alexandre Adabachian a reconnu qu'il avait été surpris que Dounia Smirnova l'ait invité à travailler avec elle sur le scénario de ce roman de Tourgueniev. Ce ne sont pas les impressions laissées par la lecture dans sa jeunesse qui en font, pour lui, le charme. En le relisant aujourd'hui il a été étonné. Il y a en lui au moins quatre histoires d'amour incroyables. Le rôle de Pavel Petrovitch Kirsanov était dès l'origine destiné à Andreï Smirnov, malgré la différence d'âge entre l'acteur et son personnage : l'acteur avait plus de 60 ans et Pavel Petrovitch seulement 50.

## Travail à la télévision
De 2002 à 2014, Dounia Smirnova et Tatiana Tolstoï présentent le talk-show École de la médisance sur la chaîne de télévision Rossiya K (depuis 2004 sur NYV (Russie)). En 2003, l'émission remporte le prix TEFI du meilleur talk-show. En 2008, Avdotia Smirnova est membre du jury de l'émission  STS allume une superstar.
En 2021, en collaboration avec Pervy Kanal, elle réalise une mini-série en huit épisodes Vertinski consacrée à la vedette des années 1930 Alexandre Vertinski.

## Vie privée
En 1989, elle épouse le critique d'art Arkadi Ippolitov. Les époux divorcent en 1996. Le fils né en 1990, Danila Ippolitov, est footballeur dans une équipe de football de plage de niveau international. En 2015, il met fin à sa carrière pour se consacrer au cinéma. Il termine le cursus de l'université d'État de télévision et de cinéma et suit les cours du producteur Sergueï Selianov.
Avdotia Smirnova devient réalisatrice du groupe de musique Leningrad pour la chanson Pokhorone (Funérailles).
En 2012, elle épouse Anatoli Tchoubaïs.

## Filmographie

### Réalisatrice et scénariste
- 2006 : Liaison (Связь)
- 2008 : Père et Fils (Отцы и дети ) (série TV, 2008)
- 2008 : 9 mai. Attitude personnelle-2008 (9 Мац. Личное отношение) (nouvelle nouvelle Vokzal)
- 2010 : Churchill (série TV)
- 2011 : Deux Jours (Два дня), ensemble avec Anna Parmas
- 2012 : Kokoko, (ensemble avec Anna Parmas)
- 2016 : Bons Baisers de Saint-Pétersbourg (Петербург. Только по любви), segment Vygoul sobaku, (Выгул собак)
- 2018 : Histoire d'une nomination, avec Anna Parmas et Pavel Bassinski
- 2021 : Vertinski (série TV)

### Scénariste
- 1992 : Le Dernier Héros (en russe : Последний герой, scénariste avec Alekseï Outchitel
- 1993 : Butterfly (en russe : Баттерфляй)
- 1995 : La Folie de Gisèle (en russe : Мания Жизели) scénariste avec Alexeï Outchitel
- 1999 : 8 ½ $, scénariste (ensemble avec Grigori Konstantinopolski et S. Krilova)
- 2000 : Le Journal de sa femme, scénariste
- 2003 : La Promenade (Прогулка), scénariste
- 2007 : Gloss (Глянец), scénariste (ensemble avec Andreï Kontchalovski).
- 2012 : Plov (Плов), scénariste ensemble avec A. Parmas

### Actrice
- 1990 : Leçons à la fin du printemps (en russe : Уроки в конце весны), dans le rôle d'une jeune fille
- 1990 : Poisson d'aquarium de ce monde (en russe : Аквариумные рыбы этого мира)[31]
- 2012 : Jusqu'à ce que la nuit nous sépare (Пока ночь не разлучит) dans le rôle d'une visiteuse du restaurant
- 2012 : Je veux aussi
- 2016 : L'Anneau des jardins (en russe : Садовое кольцо) série TV comme directrice du centre de crise.

## Prix et récompenses
- 1997 : deuxième prix des scénarios The Hartley-Merrill International Screening Compétition (USA) (scénario Journal de sa femme)
- 2001 : nomination au prix de Nika prix récompensant le meilleur scénario (film Le Journal de sa femme)
- 2003 : prix TEFI pour dans Talk-show L'école des potins[32]
- 2004 : nomination au prix Nika pour le meilleur scénario (film La Promenade)
- 2004 : nommé au prix Aigle d'or pour le prix du meilleur scénario pour le film La Promenade
- 2006 : prix du meilleur premier film au festival Kinotavr (film Liaison)
- 2011 : prix du cinéma russe Une fenêtre sur l'Europe (film Deux Jours)
- 2011 : prix du Public au Festival du cinéma russe à Honfleur pour le film Deux Jours
- 2012 : grand prix au Festival de toute la Russie pour les acteurs et réalisateurs du Phénix d'Orpour le film Kokoko
- 2012 : prix du meilleur scénario au festival Automne de l'Amour de Blagovechtchensk à Avdota Smirnova et Anna Parmas pour le film Кококо.
- 2012 : ХХ festival de Cinéma de toute la RussieVive le cinéma de Russie, Saint-Pétersbourg[33]:
  - Prix Du meilleur scénario: Avdota Smirnova et Anna Parmas;
  - Prix de la presse : film Kokoko;
  - Prix du public : film Кококо.
- 2012 : prix GQ nomination de la Femme de l'année [34],[35]
- 2012 : prix de l'Aigle d'Or pour son film Deux Jours
- 2012 : prix du Festival du cinéma russe à Honfleur en France : pour le meilleur scénario au film Кококо
- 2013 : prix du meilleur long métrage au film Кококо
- 2013 : prix du scénario au forum du cinéma Le Guépard d'Or à Tachkent (film Кококо)[36]
- 2018 au Festival Kinotavr:
  - Prix du meilleur scénario G. Gorina (film Histoire d'une nomination )[37]
  - Prix des spectateurs pour le film Histoire d'une nomination[38]